# Round Trip Delay
Der Round Trip Delay (RTD, wörtl. Hin-und-Her-Verzögerung) bezeichnet bei Computernetzwerken die Zeit, die ein Signal innerhalb einer Kollisionsdomäne vom Sender zum Empfänger und wieder zurück braucht. Sie wird in Bitzeiten gemessen.
Bei Netzwerkzugriffsverfahren mit einem gemeinsamen Medium und dem Verfahren CSMA/CD ist es nötig, Kollisionen zu erkennen, falls zwei Stationen versuchen, gleichzeitig über das Medium zu senden. Der Round Trip Delay wird auf eine bestimmte Anzahl von Bitzeiten festgelegt.

## Ethernet
Bei Ethernet mit 10 und 100 MBit sind dies:
- 512 Bitzeiten (wegen der minimal möglichen Datenframe größe von 64 Bytes).
- Hinzu kommen 64 Bitzeiten Sperrzeit, die bei Ethernet zur Synchronisation genutzt werden (7 Byte Präambel und 1 Byte Start-Frame-Delimiter)
- in Summe 576 Bitzeiten.

Zwei Teilnehmer in einer Kollisionsdomäne dürfen nun nur maximal soweit voneinander entfernt sein, dass eine Signalübertragung zwischen ihnen hin und zurück maximal 576 Bitzeiten (oder weniger) dauert.

## Einfluss auf maximale Segmentlänge
Der Grund liegt beim CSMA/CD-Verfahren: eine Kollision wird nur dann als solche erkannt, wenn dem sendenden Teilnehmer noch während des Sendevorgangs mittels des Jam-Signals (engl. für Störsender) mitgeteilt wird, dass eine Kollision stattfindet. Falls nun der entfernteste Teilnehmer im Netz beim Empfang des ersten Bits eine Kollision feststellt, sendet dieser das Jam-Signal zurück, welches den ursprünglichen Sender erreichen muss, bevor dieser das Senden des Pakets abgeschlossen hat.
Die Verzögerungszeit (auch Latenzzeit genannt), die ein Repeater zum Verstärken und Weiterleiten eines Signals benötigt, wird Basisverzögerung genannt. Ausgehend von dieser und der Dauer einer Bitzeit in µs ist im Industriestandard IEEE 802.3 berechnet und festgelegt, wie lang die Kabelverbindungen innerhalb einer Kollisionsdomäne bei verschiedenen Ethernet-Übertragungsverfahren maximal sein dürfen.
Da die Berechnung der maximalen Ausdehnung einer Kollisionsdomäne im Einzelfall recht umständlich ist, wurde mit der 5-4-3-Regel eine einfach zu merkende Faustregel für 10 MBit-Ethernet-Netzwerke geschaffen.